# Gladys (obra de teatro)
Gladys es una obra de teatro chilena escrita y dirigida por la actriz Elisa Zulueta y protagonizada por Catalina Saavedra (La nana) interpretando a una mujer con síndrome de Asperger. Elogiada por la crítica de su país y ganadora de cuatro premios Altazor. La revista cultural Ipsilon la eligió como el mejor espectáculo teatral presentado en Portugal durante 2012.

## Trama
La trama se centra en una familia de ascendencia vasca, que celebra la "Noche de Reyes". Ander, un padre viudo junto a sus tres hijos: Ian, Lucía y Uxue, y su hermana solterona, Ane, quien ha criado a sus hijos.
A esa cena llega de improviso Gladys, hermana de Ane y Ander, invitada por su sobrino Ian. Gladys, que sufre síndrome de Asperger, el mismo trastorno que padece Uxue, ha vivido veintitrés años en Estados Unidos, olvidada por sus hermanos. Sus sobrinos no saben de su existencia, por lo que su aparición desestabiliza la armonía del hogar.

## Elenco
- Catalina Saavedra - Gladys
- Sergio Hernández - Ander
- Coca Guazzini - Ane
- Ignacia Baeza / Elisa Zulueta - Lucía (1)
- Antonia Santa María - Uxue
- Álvaro Viguera - Ian

## Representaciones
- Teatro del Puente  (2011)
- Teatro Universidad Católica  (2011-12)[4]
- Teatro Municipal de Las Condes  (2011-12)[5]
- Centro GAM  (2013-14)[6]
- Centro Mori Parque Arauco  (2015)[7]

### Giras
- Teatro UdeC  (Concepción, 2012)[8]
- Teatro La Araucanía  (Temuco, 2013)[9]

Gira Teatro a Mil
- Centro Cultural de Castro  (Castro, 2014)
- Teatro Municipal de Ancud  (Ancud, 2014)
- Teatro Regional de Rancagua  (Rancagua, 2014)

### Festivales
- Festival Internacional Santiago a Mil  (2012, 2014)[10]
- Fundación Calouste Gulbenkian  (Lisboa, 2012)[11]

## Premios
Premios Altazor 2012
- Mejor actriz (Catalina Saavedra)
- Mejor actor (Sergio Hernández)
- Mejor dirección (Elisa Zulueta)
- Mejor dramaturgia (Elisa Zulueta)

## Créditos
- Asistencia de Dirección: Rodrigo Santa María
- Diseño Vestuario: Isabel Budinich
- Arreglos Musicales: Elvira López y Gabriel Donoso.
- Diseño Gráfico: Otros Pérez
- Fotografía Afiche: Andrés Herrera y Catalina Pérez.
- Producción: Antonia Santa María